# Frontière entre l'Allemagne et la Pologne

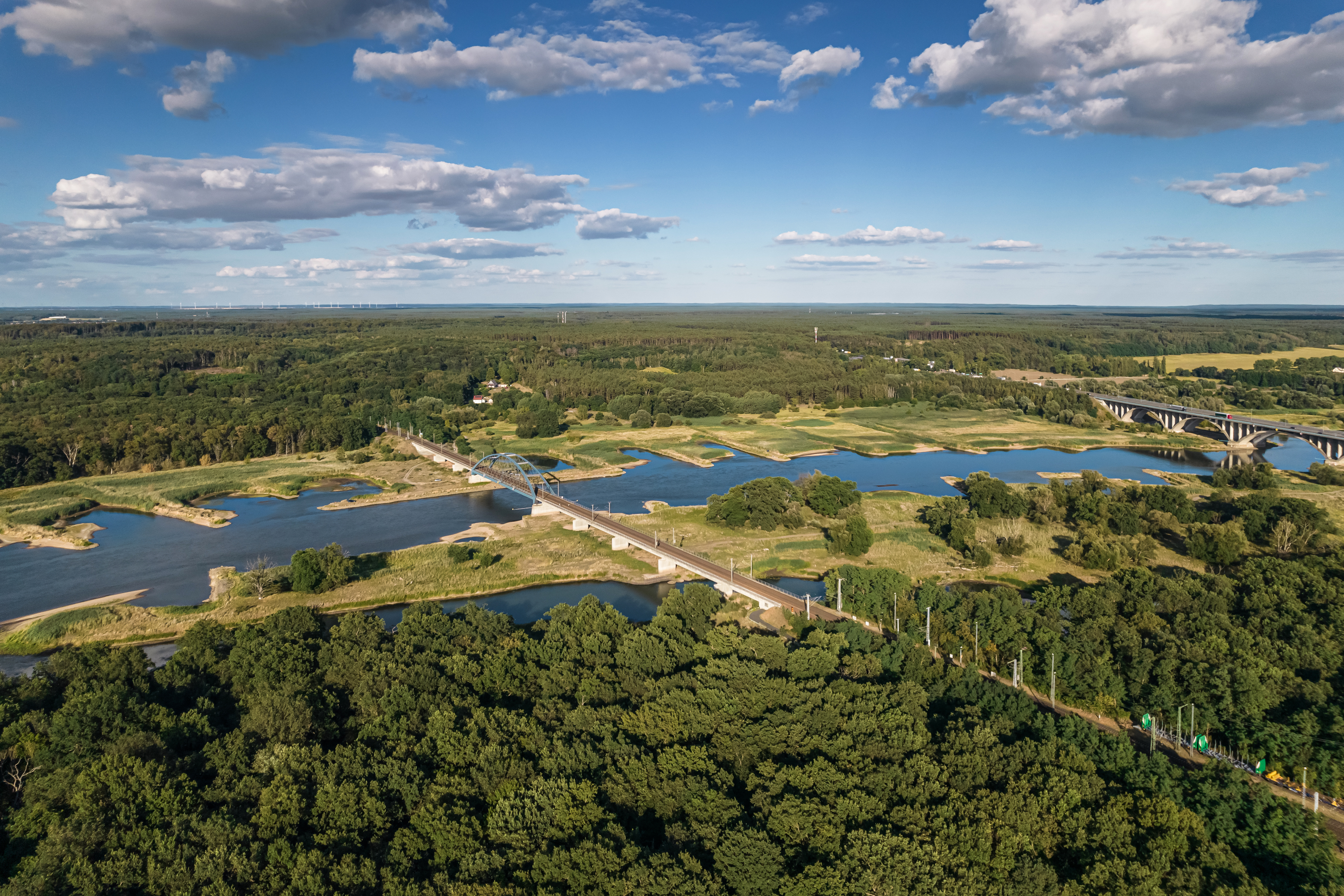
Vue de l'Oder, un des cours d'eau qui marquent la frontière.

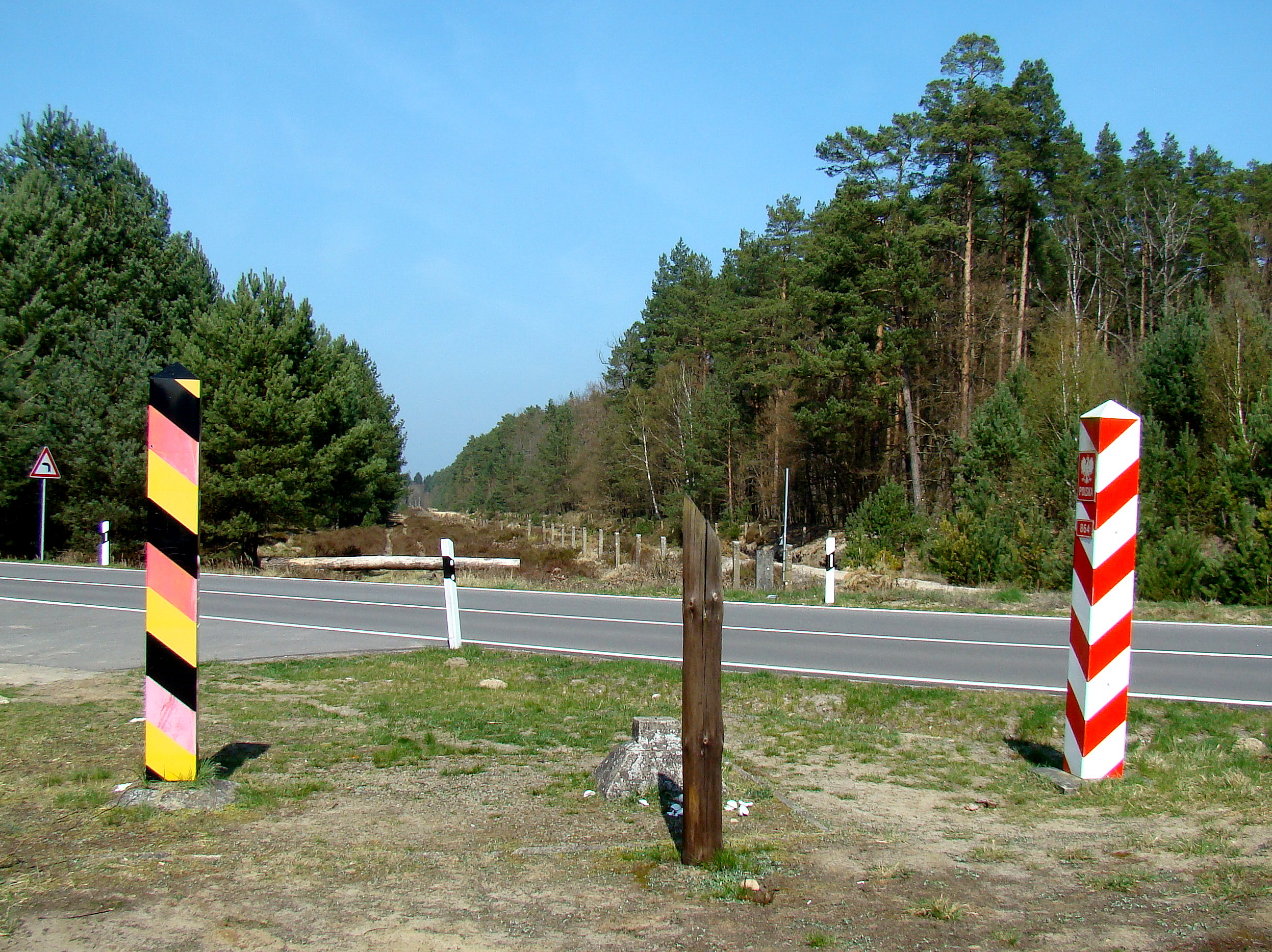
Frontière entre l'Allemagne et la Pologne

La frontière entre l'Allemagne et la Pologne mesure 467 kilomètres. Elle suit pour l'essentiel le cours de l'Oder et de son affluent la Neisse, passant parfois d'une rive à l'autre sur les deux cours d'eau. Pour cette raison, on la désigne couramment par l'expression ligne Oder-Neisse, granica na Odrze i Nysie en polonais, et Oder-Neiße-Linie en allemand. En RDA, son appellation officielle était Oder-Neiße-Friedensgrenze (frontière de la paix sur l'Oder-Neisse). Cependant, ces expressions ne correspondent pas exactement à la réalité du terrain, notamment en ce qui concerne son tracé nord : au sud de Szczecin, la frontière s'écarte de l'Oder, passant à travers les bois, les lacs, les étangs et les champs à l'ouest de la ville. Elle atteint ainsi la lagune de Szczecin au niveau de la Neuwarper See (en) qu'elle traverse tous les deux, puis scinde l'île d'Usedom qui sépare le golfe de la mer Baltique.
La frontière actuelle passe nettement à l'ouest de la frontière précédente, réduisant de façon sensible le territoire allemand. Elle a été définie par les Alliés lors de la conférence de Potsdam en juillet-août 1945. C'était, à l'origine, une ligne de démarcation provisoire entre les régions sous administration allemande, et celles sous administration polonaise. Le tracé définitif devait être établi par un traité de paix, mais celui-ci ne vit pas le jour.
La ligne Oder-Neisse a été reconnue comme frontière par la RDA dès 1950 (accords de Görlitz). Elle a, en revanche, été source de tensions entre la Pologne et la RFA qui réclamait sa révision. Toutefois, par le traité de Varsovie, la seconde s'est engagée en 1970 à ne pas employer la force pour faire valoir ses revendications. Après la chute du mur de Berlin, les quatre vainqueurs de 1945 imposèrent la reconnaissance définitive de la frontière comme préalable pour consentir à la réunification. En 1990, la RFA a accepté le tracé de la frontière et a renoncé à toute revendication territoriale en Pologne dans deux séries d'accords internationaux : le traité de Moscou (aussi appelé Deux-plus-Quatre) signé le 12 septembre qui fait office de traité de paix entre l'Allemagne et les alliés, et les accords germano-polonais du 14 novembre 1990.
La frontière entre l'Allemagne et la Pologne est l'une des frontières intérieures de l'espace Schengen.

## La frontière avant 1945

Ancienne borne frontière à Dębki, établie selon le traité de Versailles.

Après la Première Guerre mondiale, un État polonais indépendant fut reconstitué sur d'anciens territoires dépendant administrativement des empires russe, austro-hongrois et allemand.
Sa frontière avec l'Allemagne fut fixée par le traité de Versailles en 1919. Elle suivait généralement les frontières historiques de la Pologne avec l'ancien royaume de Prusse au XVIIIe siècle, mais comprenait quelques ajustements destinés à mieux respecter les séparations ethniques que ne le faisait la division traditionnelle en grandes provinces. Pourtant, la Poméranie orientale, la Haute-Silésie et la Mazurie avaient été divisées, en laissant du côté allemand de grandes régions peuplées par des populations rurales slaves (bien que souvent germanisées, comme les Slovinces) et du côté polonais de fortes populations urbaines allemandes.
En Haute-Silésie, la répartition territoriale entre Allemands et Polonais fut réglée par la voie d'un plébiscite en 1921 organisé sous l'égide de la SDN.
En Poméranie orientale, la création du corridor de Dantzig assurant à la Pologne un débouché maritime sur la mer Baltique eut pour effet d'isoler la Prusse-Orientale du reste du territoire allemand, isolement qui fut accentué par le détachement du reste de l'Allemagne de la ville libre de Dantzig, situé à l'est de ce corridor et pourtant peuplée en grande majorité d'Allemands.
Avant son arrivée au pouvoir en Allemagne en 1933, Adolf Hitler n'avait de cesse de remettre en cause les clauses du traité de Versailles. La victorieuse campagne de Pologne au début de la Seconde Guerre mondiale en 1939 permit au troisième Reich de revenir au tracé de la frontière antérieur à 1919 et d'annexer d'anciennes régions allemandes intégrées à la Pologne à la suite du premier conflit mondial, comme la province de Posnanie incorporée au Reichsgau Wartheland. Cette frontière eut d'ailleurs une fonction de limite plus administrative que politique puisque les territoires polonais sous occupation militaire allemande furent placés sous l'administration d'un Gouvernement général de Pologne dépendant directement du gouvernement nazi. À terme, cette frontière était destinée à disparaître puisque le régime hitlérien ne cacha jamais son ambition d'annexer le territoire polonais après en avoir expulsé 85 % de la population autochtone afin de la remplacer par des colons allemands, comme il fut décidé dans son Generalplan Ost.

## Les Alliés de la Seconde Guerre mondiale fixent la frontière polonaise

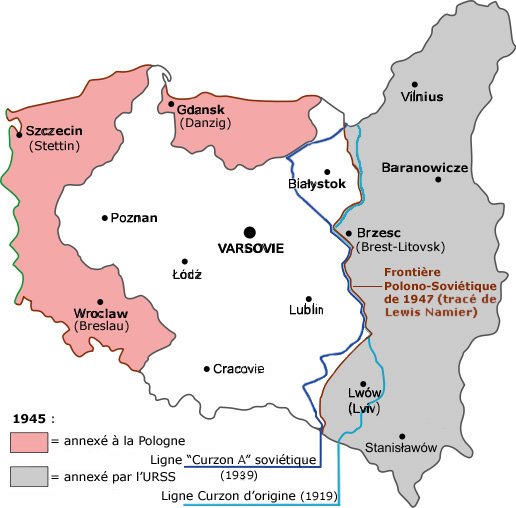
Carte indiquant le déplacement des frontières de la Pologne (la ligne Oder-Neisse est indiquée en vert)

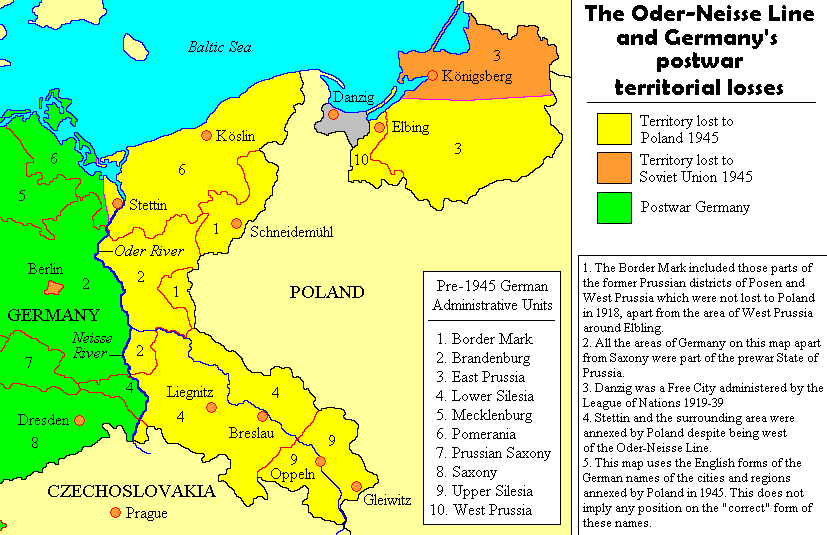
Carte indiquant les pertes territoriales de l'Allemagne à l'issue de la Seconde Guerre mondiale.

À la fin de la Seconde Guerre mondiale en 1945, en raison des changements territoriaux demandés par l'URSS, à savoir l'annexion des territoires de Pologne orientale à la Biélorussie soviétique, le territoire polonais se déplace vers l'ouest en intégrant les anciennes régions allemandes situées à l'est de ce qu'on appelle la « ligne Oder-Neisse » que la Pologne reçu en compensation. Ainsi, presque toute la Silésie, plus de la moitié de la Poméranie, une partie du Brandebourg oriental et une petite région de Saxe, la région de Gdańsk et les deux tiers sud de la Prusse-Orientale, avec la Mazurie et la Warmie se retrouvait administrées par le gouvernement de Varsovie. Les changements territoriaux ont été suivis de transferts démographiques à grande échelle, avec expulsion de presque tous les Allemands jusqu'alors dans les territoires nouvellement acquis. Ils furent remplacés par la population polonaise expulsée de la moitié orientale de l'ancienne Pologne lors de l'annexion soviétique. Les Polonais et les Allemands n'étaient d'ailleurs pas les seuls groupes ethniques à être expulsés de leurs patries traditionnelles du fait des exigences territoriales de Joseph Staline.
La difficulté à fixer la nouvelle frontière germano-polonaise était accrue par le ressentiment des Polonais contre l'invasion nazie de la Pologne en 1939 qui avait même été suivie de l'annexion de nouveaux territoires au-delà des frontières allemandes de 1918 ; par l'insistance soviétique à conserver les régions polonaises prises par Staline au début de la guerre à l'est de la ligne Ribbentrop-Molotov et de ce que l'on appelle la ligne Curzon, qui avait été concédée à la conférence de Yalta et par l'évacuation brutale des 800 000 personnes qui restaient dans les ruines de la ville après l'insurrection de Varsovie. Parmi les Polonais, il y en avait peu pour s'opposer sur une base humanitaire aux accroissements territoriaux de la Pologne aux dépens de l'Allemagne : tous y voyaient une juste punition pour avoir déclenché la guerre et perpétré le génocide. On reprochait à la minorité allemande d'avoir apporté son aide au Reich allemand pendant l'invasion et l'occupation de la Pologne et d'avoir joué un rôle actif dans la persécution et le meurtre de masse de Polonais. Il y en avait peu pour considérer les changements territoriaux comme excessifs et voir dans les expulsions d'Allemands qui en étaient la conséquence, un désastre humanitaire.

## Résumé chronologique depuis 1945
- Mai-juin 1945 : l'Union soviétique place sous administration civile polonaise la plus grande partie des territoires à l'est de l'Oder et de la Neisse sans s'être entendue avec les alliés.
- 2 août 1945 : sous la pression de Staline, les Alliés décident lors de la conférence de Potsdam que les régions jusque-là allemandes situées à l'est de l'Oder et de la Neisse de Lusace doivent passer sous administration polonaise jusqu'au règlement de la question des frontières par un traité de paix. Le Nord de la Prusse-Orientale avec Kœnigsberg revient à l'URSS. Les États-Unis expliquent qu'ils consentiront à l'annexion de cette région par l'URSS à la conférence de paix, mais refusent un pareil engagement en faveur de la Pologne.
- automne 1945 : la Pologne refuse comme insuffisante la ligne de démarcation et occupe à l'ouest de l'Oder la ville de Szczecin (Stettin).
- Les autorités de la zone d'occupation soviétique refusent la ligne de démarcation, mais avec une argumentation opposée.
- Mars-avril 1947 : la conférence de Moscou réunissant les ministres des Affaires étrangères définit officiellement la ligne Oder-Neisse comme « frontière de la paix ».
- Destitution par le SMAD (administration militaire soviétique en Allemagne) de Jakob Kaiser, président de la CDU de l'Allemagne de l'Est et opposant au régime.
- 11 janvier 1949 : intégration officielle dans l'administration de l'État polonais des régions obtenues grâce aux nouvelles frontières. Officiellement, elles s'appellent désormais « les régions occidentales recouvrées et les régions du Nord » ou plus brièvement « nouveaux domaines de l'Ouest » pour les distinguer des « anciens domaines de l'Ouest » acquis dès 1919.
- 18 octobre 1949 : établissement des relations diplomatiques entre la Pologne et la RDA. Le président est-allemand Wilhelm Pieck fait savoir au président de la République polonaise Bierut qu'il reconnaît la frontière Oder-Neisse.
- 6 juin 1950 : accords de Görlitz entre la RDA représentée par son ministre-président Otto Grotewohl et la Pologne représentée par le ministre-président Cyrankiewicz. La frontière Oder-Neisse est reconnue comme « la frontière inviolable de paix et d'amitié qui ne sépare pas les deux peuples, mais les unit ». Le problème de Szczecin n'était cependant pas mentionné, pas plus qu'il ne l'avait été lors de la conférence de Potsdam, et la délimitation de la frontière n'est valable que jusqu'à la « fixation définitive de la frontière occidentale de la Pologne » dans un règlement de paix à venir.
- 7 juin 1950 : la France reconnaît officiellement le territoire relevant de l'État allemand « dans les frontières de 1937 ».
- 8 juin 1950 : les États-Unis et le Royaume-Uni condamnent le traité de Görlitz.
- 9 juin 1950 : l'accord entre les gouvernements est-allemand et polonais est considéré par la République fédérale comme nul et non avenu. Le gouvernement s'appuie d'ailleurs sur une condition que le traité de Görlitz ne remplissait pas : à savoir qu'une décision sur les territoires orientaux de l'Allemagne placés sous administration polonaise et soviétique ne saurait intervenir que dans le cadre d'un traité de paix.
- Cession par l'Allemagne de l'Est d'une partie de l'île d'Usedom à la Pologne.
- 6 juillet 1950 : signature officielle du traité de Görlitz.
- 5 août 1950 : par une charte proclamée à Stuttgart les représentants élus des Allemands expulsés des territoires de l'Est renoncent solennellement à tout recours à la force et à tout esprit de vengeance, mais non au droit de retour dans leur pays.
- 27 septembre 1951 : convention à Francfort-sur-l'Oder au sujet du marquage des frontières.
- 1963 : dans un discours de bienvenue, lors d'une convention des Silésiens en Allemagne, Willy Brandt repousse de façon abrupte la reconnaissance de la frontière Oder-Neisse avec ces mots : « Renoncer à nos droits serait une trahison ».
- 1965 : dans un mémorandum de l'Église Évangélique allemande consacré aux problèmes de l'Ouest, on suggère avec prudence pour la première fois qu'il conviendrait d'accepter la nouvelle frontière. Une telle recommandation, très contestée à l'intérieur de l'Église, n'en a pas moins un poids considérable car 90 % des réfugiés sont de confession protestante.
- 1968 : Willy Brandt plaide pour le respect de la frontière Oder-Neisse jusqu'à un règlement par un traité de paix. Il est le premier homme politique allemand à s'exprimer ainsi.
- 1969 : dans sa déclaration gouvernementale en tant que chancelier fédéral à la tête de la première coalition social démocrate-libérale Willy Brandt explique assez clairement qu'il a l'intention de reconnaître la ligne Oder-Neisse comme frontière. Il ne parle pas de contreparties polonaises — par exemple l'octroi des droits de minorités pour les quelque 1,2 million d'Allemands vivant encore à l'époque en territoire polonais.
- 7 décembre 1970 : traité de Varsovie entre la RFA et la République populaire de Pologne. Les deux parties acceptent que la ligne de démarcation existant à la suite des décisions de Potsdam constitue la « frontière d'État occidentale de la république populaire de Pologne ». Aucune des deux n'a envers l'autre d'exigences territoriales et n'en présentera pas non plus à l'avenir. On ne convient d'aucun droit de retour pour les expulsés ni de droits de minorités pour les Allemands restés au pays et sur ce point les Allemands n'avaient d'ailleurs rien exigé.
- fin de 1971 : débats de politique intérieure sur les traités concernant la frontière orientale. La majorité de la CDU choisit de s'abstenir lors du vote, ce qui permet l'adoption par le Bundestag.
- le 10 mai 1972 : le Bundestag confirme le caractère provisoire du traité. Il ne constitue nullement « une base juridique pour les frontières existant aujourd'hui ». On se fonde sur les pouvoirs que se sont réservés les quatre puissances victorieuses et qui considèrent l'Allemagne comme un tout. Par conséquent la République fédérale, qui ne jouit pas d'une pleine souveraineté, n'est pas habilitée à entreprendre des modifications qui auraient des conséquences sur le droit international des frontières de 1937.
- en 1985 : l'extension des eaux territoriales de la RDA dans le golfe de Szczecin provoque une tension avec la Pologne.
- le 22 mai 1989 : accord entre la RDA et la République populaire de Pologne sur la délimitation dans la région des lacs du golfe de Szczecin (Stettin).
- fin des années 1980 : dans les anciennes régions orientales allemandes vivent encore environ 800 000 Allemands, dont 750 000 d'eux en Haute-Silésie. Dès 1989, le nombre baisse par émigration ; en 2005 il n'en reste plus qu'environ 400 000.
- 27 septembre 1989 : dans un discours devant l'assemblée plénière de l'ONU, le ministre des Affaires étrangères Genscher assure au peuple polonais que « son droit de vivre dans des frontières sûres n'est pas remis en question par nous les Allemands, ni maintenant ni dans l'avenir par des revendications territoriales ».
- 21 juin 1990 : le chancelier fédéral Helmut Kohl annonce la reconnaissance en droit international de la frontière de la Pologne avec l'Allemagne, « telle qu'elle existe à présent aujourd'hui ».
- 12 septembre 1990 : confirmation des frontières existantes entre l'Allemagne réunifiée et la Pologne dans le « traité Deux-plus-Quatre » (Zwei-plus-Vier-Vertrag). Le texte contient une confirmation explicite et implicite de la reconnaissance de la nouvelle frontière.
- 29 septembre 1990 : avec la mise en vigueur du contrat de réunification entre la RDA et la République fédérale entrent en vigueur les modifications nécessaires de la Loi fondamentale de la République fédérale dont la suppression de l'article 23.
- 14 novembre 1990 : à Varsovie, le ministre des Affaires étrangères Skubiszewski, pour la République de Pologne, et le ministre des Affaires étrangères Genscher, pour la République fédérale d'Allemagne, signent le traité sur la frontière germano-polonaise confirmant qu'elle « est déterminée par le traité de Görlitz… et le traité de Varsovie. »
- 17 juin 1991 : à Bonn, le chancelier fédéral Kohl et le ministre des Affaires étrangères Genscher pour l'Allemagne, et le ministre-président Bielecki et le ministre des Affaires étrangères Skubiszewski pour la république de Pologne, signent le contrat de bon voisinage germano-polonais dans lequel il est codifié entre autres que les minorités respectives ont le droit d'exprimer librement leur identité ethnique, culturelle, linguistique et religieuse — ce qui signifie la reconnaissance officielle de la minorité allemande en Pologne. En outre, il est convenu de créer un organisme de jeunesse germano-polonais.
- 16 décembre 1991 : le Bundestag allemand ratifie le traité sur la frontière et également le traité de bon voisinage.
- 16 janvier 1992 : les traités sur le bon voisinage et la frontière entrent en vigueur avec l'échange des documents de ratification respectifs.

## Reconnaissance de la frontière par l'Allemagne

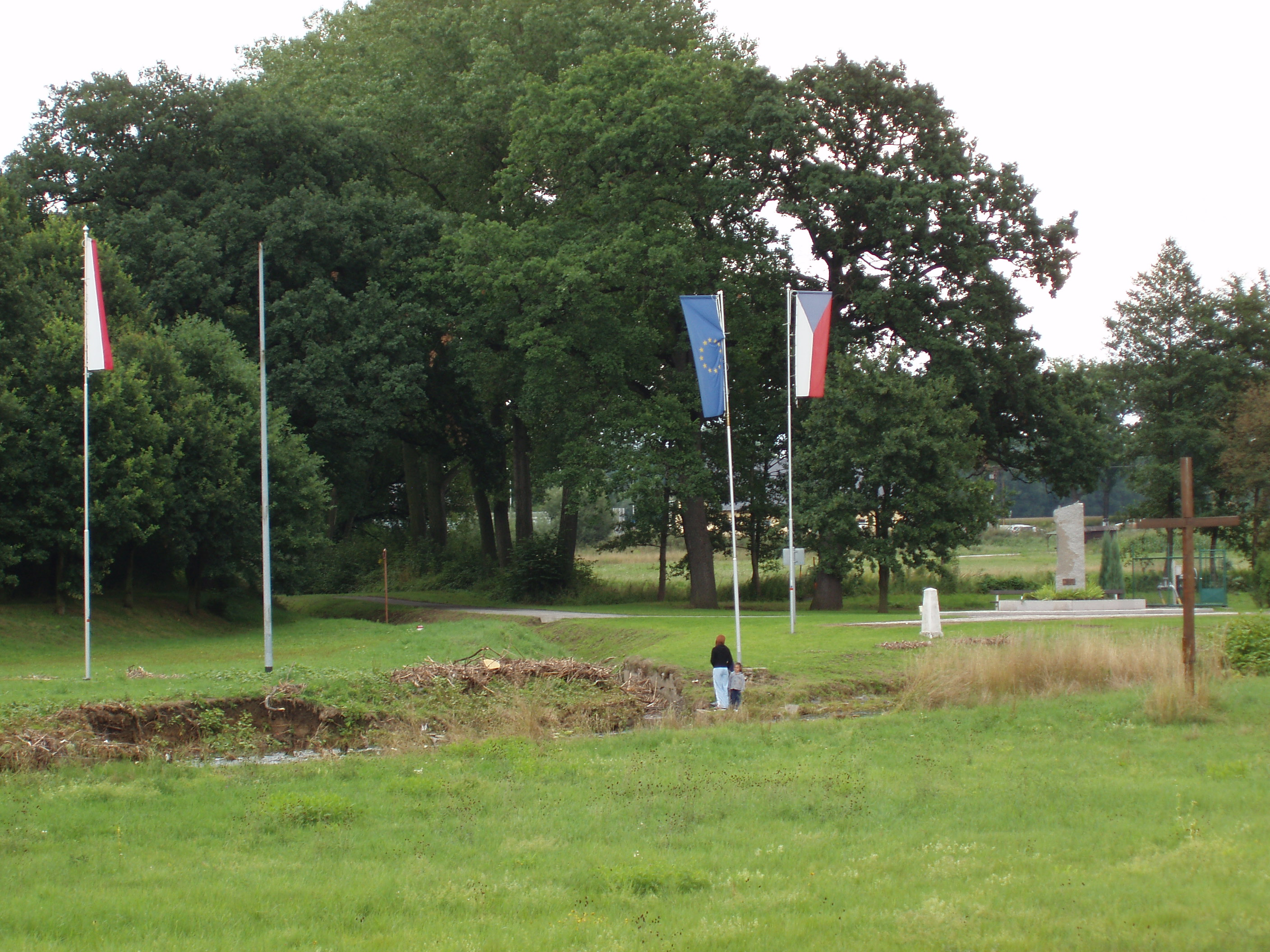
Le tripoint, formé avec les frontières germano-tchèque et tchéco-polonaise, se trouve à une dizaine de mètres de la rive gauche de la Neisse au sud de la ville allemande de Zittau.

En 1949, les territoires allemands sous occupation soviétique s'érigent en République démocratique allemande (RDA). Dès lors, la frontière germano-polonaise est placée sous le contrôle du gouvernement communiste de Berlin-Est.
Un an plus tard, la RDA et de la République populaire de Pologne conclurent les accords de Görlitz reconnaissant comme intangible la ligne Oder-Neisse comme frontière entre les deux pays, désignée comme la « Frontière de la Paix et de l'Amitié ». Un autre traité, signé en 1989 entre les deux gouvernements, définissait la frontière maritime.
En 1952, la reconnaissance de la ligne Oder-Neisse comme frontière permanente était une des conditions de Staline pour que l'Union soviétique acceptât la réunification allemande. L'offre fut rejetée par Konrad Adenauer, chancelier de l'Allemagne de l'Ouest, pour plusieurs raisons.
En Allemagne de l'Ouest, où s'étaient installés la majorité des 12 millions de réfugiés déplacés originaires des territoires annexés par la Pologne, la reconnaissance de la ligne Oder-Neisse fut longtemps considérée comme inacceptable. En fait, l'Allemagne de l'Ouest, dans le cadre de la doctrine Hallstein, ne reconnaissait ni la Pologne communiste ni l'Allemagne de l'Est dominée par l'Union soviétique. Cette attitude ouest-allemande changea avec l'Ostpolitik conduite par Willy Brandt. En 1970, l'Allemagne de l'Ouest signa des traités avec l'Union soviétique (traité de Moscou) et la Pologne (traité de Varsovie) par lesquels était reconnue la ligne Oder-Neisse comme une frontière germano-polonaise de fait. Cela permit à des familles allemandes expulsées de rendre visite à leur ancienne patrie.
Le 14 novembre 1990, après la réunification allemande, la République fédérale d'Allemagne (qui venait d'absorber la RDA) et la république de Pologne ont signé un traité confirmant la frontière entre elles, comme cela avait été demandé à l'Allemagne selon le traité concernant le règlement final, abandonnant de ce fait toute idée de revendication de territoires situés à l'est de cette ligne. Plus tôt, l'Allemagne avait amendé sa constitution et aboli l'article 23 de la Loi fondamentale, celui qu'elle avait utilisé pour la réunification et qu'elle aurait pu également utiliser pour réclamer ses anciens territoires de l'Est. Pendant cette période Helmut Kohl, le chancelier allemand, avait d'abord refusé de reconnaître la frontière polonaise et il fallut des interventions diplomatiques énergiques pour obtenir l'accord de l'Allemagne au règlement final. L'accord frontalier germano-polonais de 1990, définissant la ligne Oder-Neisse comme frontière entre les deux pays, est entré en vigueur le 16 janvier 1992 en même temps qu'un deuxième, un traité de bon voisinage, signé le 17 juin 1991, par lequel les deux pays reconnaissaient entre autres des droits politiques et culturels fondamentaux aux minorités tant allemandes que polonaises vivant de chaque côté de la frontière.

### Sources et références
- (de) Cet article est partiellement ou en totalité issu de l’article de Wikipédia en allemand intitulé « Oder-Neiße-Grenze » (voir la liste des auteurs).

- (en) Cet article est partiellement ou en totalité issu de l’article de Wikipédia en anglais intitulé « Oder-Neisse line » (voir la liste des auteurs).